# 闸口街道
闸口街道是中华人民共和国江苏省淮安市清江浦区下辖的一个街道办事处，西面隔淮海南路分别毗邻本区的清江街道，南面隔解放东路毗邻本区的清安街道，北面隔里运河毗邻清河区的长东街道。
闸口街道大部分属于淮安市的老城区，拥有传统的商业街东大街。

## 行政区划
闸口街道下辖以下地区：
花街社区、石桥社区、环城社区、博古社区、宝塔桥社区、东门社区、城东社区、城河社区、浦东花园社区和南园社区。